# Новопавлівка (Помічнянська міська громада)
Новопа́влівка — село в Україні, у Помічнянській міській громаді Новоукраїнського району Кіровоградської області. Населення становить 67 осіб.

## Населення
Згідно з переписом УРСР 1989 року чисельність наявного населення села становила 102 особи, з яких 40 чоловіків та 62 жінки.
За переписом населення України 2001 року в селі мешкало 69 осіб.

### Мова
Розподіл населення за рідною мовою за даними перепису 2001 року:
| Мова       | Відсоток |
| ---------- | -------- |
| українська | 95,52 %  |
| білоруська | 1,49 %   |
| молдовська | 1,49 %   |
| російська  | 1,49 %   |